# 坂田英一
坂田 英一（さかた えいいち、1897年3月27日 - 1969年7月22日）は、石川県出身の官僚、政治家。位階は正三位。勲等は勲一等。
衆議院議員（7期）。農林大臣（第35代）。自民党佐藤派所属。

## 来歴・人物
石川県加賀市生まれ。第四高等学校を経て、1920年、東京帝国大学農学部卒業後、農商務省入省。1938年、農林省特産課長（1946年まで）。
1949年1月の第24回衆議院議員総選挙に民主自由党から立候補し初当選（当選同期に池田勇人・佐藤栄作・前尾繁三郎・橋本龍伍・岡崎勝男・麻生太賀吉・小渕光平・西村英一・橋本登美三郎・福永健司・塚原俊郎・藤枝泉介・木村俊夫・稲葉修・河本敏夫・森山欽司・床次徳二・有田喜一など）。同年6月、第3次吉田内閣物価政務次官。1955年2月27日の第27回衆議院議員総選挙で落選。1958年の第28回衆議院議員総選挙で返り咲く。
1965年6月、第1次佐藤内閣 (第1次改造)の農林大臣として初入閣。同年11月、赤路友蔵日本社会党衆議院議員らから不信任決議案が提出されるが否決された。
1968年11月の秋の叙勲で、勲四等から勲一等に叙され、瑞宝章を受章する。
衆議院議員在職中の1969年7月22日、死去。72歳没。翌23日、特旨を以て位三級を追陞され、死没日付で従四位から正三位に叙された。追悼演説は同年8月5日、衆議院本会議で堂森芳夫により行われた。なお、地盤は奥田敬和が引き継いだ。